# Eveline Faase
Eveline F. Faase (* 1958) ist eine niederländische Juristin. Seit 2015 ist sie Mitglied des  Hohen Rats der Niederlande.

## Leben und Wirken
Faase studierte Rechts- und Steuerwissenschaften an der Universität Amsterdam. Nach ihrem Studienabschluss arbeitete sie ab 1983 als Assistentin am dortigen Institut für Steuerrecht. 1986 trat sie eine Stellung als angestellte Steuerberaterin in einer Amsterdamer Steuerberaterkanzlei an, wechselte 1987 aber die Firma. 1988 nahm sie eine Anstellung als Rechtsanwältin bei der international tätigen Amsterdamer Rechtsanwaltskanzlei Stibbe an. Ab 1992 war sie nebenbei als Dozentin an der International Tax Academy des International Bureau of Fiscal Documentation tätig. Nachdem sie sie 1995 als Rechtsanwältin selbstständig gemacht und etwa zwei Jahre praktiziert hatte, wurde Faase 1997 zur Richterin am Berufungsgericht Amsterdam ernannt. Ab 1. Januar 2009 war sie Vizepräsidentin dieses Gerichts. Im Mai 2015 wurde sie als Ratsherrin am Hohen Rat der Niederlande berufen und vereidigt; ihr Amt trat sie zum 1. September 2015 an.